# Leen Vente

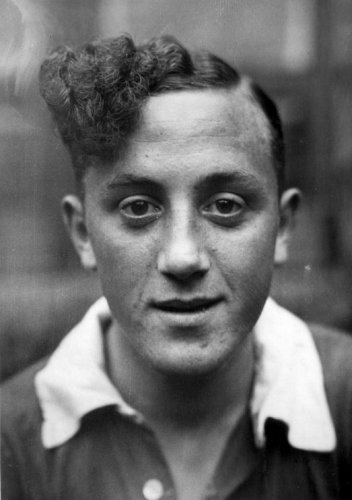
Leen Vente

Leendert Roelof Jan „Leen“ Vente (* 14. Mai 1911 in Rotterdam; † 9. November 1989) war ein niederländischer Fußballspieler.
Während seiner Karriere spielte Vente für die beiden niederländischen Vereine Neptunus und Feyenoord Rotterdam. Er erzielte 1937 beim Eröffnungsspiel des De-Kuip-Stadions den ersten Treffer.
Zwischen 1933 und 1940 bestritt Vente 21 Länderspiele für die Niederländische Fußballnationalmannschaft, in denen er 19 Tore erzielte. Er nahm an den Weltmeisterschaften 1934 in Italien und 1938 in Frankreich teil.